# Tero Similä
Tero Similä (* 26. Februar 1980 in Ylivieska) ist ein ehemaliger finnischer Skilangläufer.

## Werdegang
Similä, der für den Ylivieskan Kuula startete, trat international erstmals im Januar 2000 bei den Junioren-Skiweltmeisterschaften in Štrbské Pleso in Erscheinung. Dort wurde er Neunter über 30 km klassisch und Fünfter mit der Staffel. Im Dezember 2000 lief er in Orsa erstmals im Continental-Cup und belegte dabei den 38. Platz im Sprint. Sein erstes Weltcuprennen absolvierte er im März 2001 in Falun, welches er auf dem 64. Platz über 15 km klassisch beendete. Im Februar 2004 holte er in Umeå mit dem 29. Platz über 15 km klassisch seine ersten Weltcuppunkte. Bei den Nordischen Skiweltmeisterschaften 2005 in Oberstdorf errang er den 25. Platz im Massenstartrennen über 50 km klassisch, den 13. Platz im Skiathlon und den 12. Platz mit der Staffel. Im März 2005 erreichte er mit Platz acht im Skiathlon seine beste Platzierung im Weltcup. Diese Platzierung wiederholte er im März 2006 in Oslo über 50 km Freistil. Bei den Olympischen Winterspielen 2006 in Turin kam er auf den 33. Platz im Skiathlon, auf den 32. Rang über 15 km klassisch und auf den 11. Platz mit der Staffel. Im folgenden Jahr gelang ihn bei den Nordischen Skiweltmeisterschaften 2007 in Sapporo der 42. Platz über 15 km Freistil, der 28. Rang im Skiathlon und der 22. Platz im 50-km-Massenstartrennen. In der Saison 2009/10 erreichte er mit drei Ergebnissen unter den ersten Zehn, darunter Platz zwei im 15-km-Handicaprennen in Jõulumäe, den neunten Platz in der Gesamtwertung des Scandinavian-Cups. Zu Beginn der Saison 2010/11 belegte er den 57. Platz bei der Nordic Opening in Kuusamo. Im weiteren Saisonverlauf holte er über 15 km Freistil in Madona seinen ersten Sieg im Scandinavian-Cup und errang damit den 13. Platz in der Gesamtwertung des Scandinavian-Cups. Beim Saisonhöhepunkt den Nordischen Skiweltmeisterschaften 2011 in Oslo lief er auf den 31. Platz im Massenstartrennen über 50 km Freistil, auf den 28. Platz im Skiathlon und auf den 16. Platz über 15 km klassisch. Bei den Nordischen Skiweltmeisterschaften 2013 im Val di Fiemme belegte er den 39. Platz im Skiathlon, den 37. Rang über 15 km Freistil und den 35. Platz im 50-km-Massenstartrennen. Nach einem positiven Dopingtest auf EPO im März 2014 wurde Similä für zwei Jahre gesperrt. Nach seiner Sperre nahm er von 2016 bis 2021 an nationalen Rennen teil.

## Siege bei Continental-Cup-Rennen
| Nr. | Datum           | Ort    | Disziplin      | Serie            |
| --- | --------------- | ------ | -------------- | ---------------- |
| 1.  | 3. Februar 2011 | Madona | 15 km Freistil | Scandinavian-Cup |

## Weltcup-Gesamtplatzierungen
| Saison  | Gesamt | Gesamt | Distanz | Distanz |
| Saison  | Punkte | Platz  | Punkte  | Platz   |
| ------- | ------ | ------ | ------- | ------- |
| 2003/04 | 2      | 148.   | 2       | 106.    |
| 2004/05 | 54     | 68.    | 54      | 43.     |
| 2005/06 | 40     | 97.    | 40      | 66.     |
| 2006/07 | 48     | 74.    | 48      | 43.     |
| 2007/08 | -      | -      | -       | -       |
| 2008/09 | 3      | 172.   | 3       | 106.    |
| 2009/10 | 10     | 158.   | 10      | 104.    |